# Italia en el Festival de la Canción de Eurovisión 1957
Italia participó en la segunda edición del Festival de la Canción de Eurovisión en Fráncfort del Meno, Alemania el 3 de marzo de 1957. Fue su segunda participación en el certamen. Su representante fue Nunzio Gallo con la canción Corde della mia chitarra cantada en idioma italiano. La canción fue cantada cuarta en la noche y obtuvo 7 puntos, lo que le dio el sexto lugar en esa edición.
Esta canción italiana para el Festival de Eurovisión fue elegida en el Festival de la Canción de San Remo 1957.

## En el Festival
La canción de Italia fue cantada cuarta en la noche, siguiendo a la británica Patricia Bredin con All (canción) y precediendo al austriaco Bob Martin con Wohin, kleines Pony?. Corde della mia chitarra obtuvo un total de siete puntos y se clasificó en el sexto puesto. El jurado italiano dio la mayoría de sus puntos (4/10) a Luxemburgo. La mayor parte de los puntos conseguidos por la canción italiana fueron por parte de Reino Unido (2/6) y Países Bajos (2/6).
El director de orquesta de la canción italiana fue Armando Trovajoli. El portavoz que anunció los puntos otorgados por Italia fue Nunzio Filogamo. La comentarista italiana fue Bianca Maria Piccinino.

### Votación
Cada país formó un jurado de diez personas. Cada miembro del jurado daba un punto a su canción favorita.

#### Puntos otorgados
| 4 puntos | Luxemburgo   |
| 1 punto  | Países Bajos |
| 1 punto  | Alemania     |
| 3 puntos | Dinamarca    |
| 1 punto  | Suiza        |

#### Puntos obtenidos
| 1 puntos | Dinamarca    |
| 2 puntos | Países Bajos |
| 2 puntos | Reino Unido  |
| 1 punto  | Luxemburgo   |
| 1 punto  | Bélgica      |